# Świetliki
Świetliki – polska grupa muzyczna zaliczana do nurtu alternatywnego rocka, poezji śpiewanej i piosenki literackiej, cold wave.
Wokalistą zespołu jest, posługujący się charakterystyczną manierą melorecytacji, poeta Marcin Świetlicki. Prawie wszystkie teksty zespołu Świetliki są jego autorstwa. Współliderami zespołu są Grzegorz Dyduch i Marcin Świetlicki.

## Historia
Grupa została założona w Krakowie, w październiku 1992 roku. Świetlicki założył ją wspólnie z muzykami krakowskiego zespołu Trupa Wertera Utrata.
Pierwszy album – Ogród koncentracyjny – został nagrany w 1993 roku dla niezależnej, krakowskiej wytwórni Music Corner i wzbudził spore zainteresowanie zarówno publiczności, jak i mediów, przyniósł również zaproszenie na festiwal w Opolu 1995.
W 1996 roku zespół wydał drugą płytę, zatytułowaną Cacy Cacy Fleischmaschine, która otrzymała dwie nominacje do nagrody Fryderyków w kategoriach rock alternatywny i poezja śpiewana, a do zespołu dołączył gitarzysta Artur Gasik.
Trzeci album, zatytułowany Perły przed wieprze, został wydany w 1999 roku. W nagraniach wziął udział gościnnie Mateusz Pospieszalski.
W 2001 roku Świetliki przeszły do wytwórni Universal Music Polska. W tym samym roku wydano Złe misie, z gościnnym udziałem Kasi Nosowskiej i Lecha Janerki.
W 2005 roku zespół nagrał album Las putas melancólicas z udziałem aktora Bogusława Lindy, który zaśpiewał część piosenek. Płyta cieszyła się dużą popularnością – promowała ją dobrze rozpoznawalna Filandia.
W 2011 do grupy dołączyła grająca na altówce Zuzanna Iwańska i nie był to koniec zmian personalnych; w połowie 2012 zespół rozstał się z gitarzystą Arturem Gasikiem, rozszerzając jednocześnie skład o grającego na instrumentach klawiszowych Michała Wandzilaka.
12 października 2013 roku ukazała się płyta Sromota.

## Czarne Ciasteczka
Muzycy Świetlików (Świetlicki, Dyduch i Piotrowicz) wraz z Antonim Gralakiem tworzą efemeryczny zespół Czarne Ciasteczka. Muzyka tego zespołu jest mieszaniną stylu Gralaka (jazz) i Świetlików (nowa fala) i jest w dużej mierze improwizowana. W odróżnieniu od twórczości Świetlików, pozbawiona jest muzyki gitarowej, z wyjątkiem gitary basowej.
Nazwa zespołu została zaczerpnięta z tekstu jednego z granych przez niego utworów pt. „Druga komunia”.
Czarne Ciasteczka nagrały jedną płytę Tradycyjne polskie pieśni wielkopostne – zapis pierwszego koncertu zespołu w Legnicy w 2002 roku. Album opublikowało w limitowanym nakładzie Biuro Literackie Port Legnica. Nagranie zostało zarejestrowane na amatorskim sprzęcie, a całość zawartości płyty stanowi pojedyncza ścieżka muzyczna.

## Skład
- Marcin Świetlicki (od 1992) – głos
- Grzegorz Dyduch (od 1992) – gitara basowa, kontrabas, gitara barytonowa
- Marek Piotrowicz (od 1992) – perkusja
- Tomasz Radziszewski (od 1992) – gitara elektryczna
- Artur Gasik – gitary (1996–2012)
- Zuzanna Iwańska (od 2011) – altówka
- Michał Wandzilak (od 2012) – instrumenty klawiszowe

## Dyskografia
| 1995                           | Ogród koncentracyjny - Data: 1 czerwca 1995 - Wydawca: Music Corner                                     | –  |
| 1996                           | Cacy Cacy Fleischmaschine - Data: 22 listopada 1996 - Wydawca: Music Corner                             | –  |
| 1999                           | Perły przed wieprze - Data: 11 października 1999 - Wydawca: Music Corner                                | –  |
| 2001                           | Złe misie - Data: 26 listopada 2001 - Wydawca: Universal Music Polska                                   | –  |
| 2005                           | Las putas melancólicas (oraz Bogusław Linda) - Data: 26 września 2005 - Wydawca: Universal Music Polska | 7  |
| 2013                           | Sromota - Data: 12 października 2013 - Wydawca: Karrot Kommando                                         | 26 |
| 2020                           | Wake Me Up Before You Fuck Me - Data: 5 kwietnia 2020 - Wydawca: Karrot Komando                         | –  |
| „–” pozycja nie była notowana. | |    |

| Rok  | Tytuł                                                   |
| ---- | ------------------------------------------------------- |
| 1998 | Cacy Cacy Love Mix - Data: 1998 - Wydawca: Music Corner |
| 1999 | Perły - Data: 1999 - Wydawca: Music Corner              |
| 1999 | Wieprze - Data: 1999 - Wydawca: Music Corner            |

| 1997                           | „Korespondencja pośmiertna”           | 47 | –  |
| 2001                           | „Złe misie”                           | 30 | –  |
| 2005                           | „Filandia” (oraz Bogusław Linda)      | 7  | 5  |
| 2006                           | „Delikatnienie” (oraz Bogusław Linda) | 6  | 31 |
| 2013                           | „O.”                                  | 4  | –  |
| „–” pozycja nie była notowana. |                                       |    |    |

## Filmografia
- Świetliki 15 (2008, film muzyczny, reżyseria: Dariusz Pawelec)[19]